# Спатарешти (Сучава)
Спатарешти (рум. Spătărești) насеље је у Румунији у округу Сучава у општини Фантана Маре. Oпштина се налази на надморској висини од 403 m.

## Становништво
Према подацима из 2002. године у насељу је живело 446 становника, од којих су сви румунске националности.